# Parc Zoològic de Barcelona
El Parc Zoològic de Barcelona és un zoo ubicat al Parc de la Ciutadella, a Barcelona. Aquest emplaçament fou elegit perquè els edificis del parc ja estaven disponibles després de l'Exposició Universal de 1888. Va ser inaugurat el dia de la Mercè, patrona de Barcelona, de l'any 1892. El Parc Zoològic té tres objectius: la conservació, la investigació i l'educació.
Els primers animals provenien de la col·lecció privada de Lluís Martí i Codolar. Un d'aquests primers animals era un elefant asiàtic, que era l'únic que tenia el zoo en aquells anys i que es va arribar a fer molt popular. Tot i ser una femella se'l coneixia com a l'Avi, per deformació del nom que havia tingut originalment, Baby. Va ser l'estrella del zoo fins que va morir el 3 de maig de 1914 a conseqüència de les complicacions de la fractura de la pota davantera esquerra. El va substituir el 5 de maig de 1915 l'elefanta Júlia, regal de Muley Afid, sultà destronat del Marroc establert a Barcelona. La Júlia va ser l'elefant del zoo fins que va morir durant la guerra civil, el 12 o 13 d'agost de 1938. L'escassesa de menjar durant la guerra, que va ser la causa de la mort, també va fer que fos esquarterada i la carn repartida entre diferents carnisseries de Barcelona.
Entre el 1966 i el 2003 el seu animal més emblemàtic va ser Floquet de Neu, l'únic goril·la albí conegut fins ara. També va ser molt popular l'orca Ulisses que va estar al zoo des que va arribar-hi amb dos anys el 1983 fins que en va marxar el 1994 perquè les instal·lacions no eren prou grans per encabir-l'hi amb condicions.
El 2009 van començar les obres de remodelació del Zoo situat a la Ciutadella i les obres del nou Zoo Marí que es preveia que desdoblés les instal·lacions dels hàbitats terrestres i marins, tot i que posteriorment la proposta va queda cancel·lada.
El 2011 va rebre 1.112.013 visitants. Des de l'abril de 2017 el nou director és el biòleg Antoni Alarcón.

## Història
Les primeres col·leccions zoològiques van sorgir com a evidència de la riquesa dels monarques. A l'Àsia, l'emperador Wu ja tenir un parc zoològic que envoltava el seu palau imperial l'any 1150 aC. Alguns monestir medievals acollien animals exòtics provinents de donatius. L'obsequi de feres era freqüent entre la noblesa europea. A Barcelona, des del segle xiv consten lleons i altres animals exòtics al Palau Reial Menor o de la Reina. A finals del segle xix, Lluís Martí i Codolar va crear una col·lecció zoològica pròpia, i a la primavera del 1892 la va oferir a l'Ajuntament de Barcelona. El llavors alcalde Manuel Porcar va aprovar l'adquisició dels animals i la seva posterior exposició en un recinte públic, el Parc de la Ciutadella. El Ple Municipal ho aprovaria el 26 d'abril del mateix any i el 19 de maig començarien els treballs d'adequació dels espais. Francesc d'Assís Darder va rebre l'encàrrec d'organitzar la col·lecció zoològica i l'arquitecte municipal Pere Falqués i Urpí va ser el responsable de l'execució de les obres. Finalment, el Jardí Zoològic fou obert al públic el 24 de setembre de 1892, coincidint amb la Festa de la Mercè, acollint els animals que havien sigut traslladats des de la Granja Vella, tot i que no se va celebrar cap cerimònia d'inauguració.
El conjunt inicial ocupava una franja d'uns 200 metres al passeig dels Oms, actual carrer de Wellington. Els animals estaven distribuïts en tres grans grups (primats, animals aquàtics i quadrúpedes) seguint les recomanacions de Manuel Mir i Navarro, catedràtic de Ciències Naturals de l'Institut d'Ensenyament Secundari de Barcelona. Curiosament, una de les principals fonts inicials de finançament fou la venda d'ous i cries de la col·lecció, ja que l'accés al recinte fou gratuït fins als anys 20.

### Consolidació
El 1894 es va construir la Casa dels Lleons i el 1897 es publicà el primer catàleg del Parc Zoològic i, dos anys després, el 1899, un complet dossier informatiu. La manutenció dels animals es feia amb hortalisses i aliments d'una Granja de Sant Andreu. Com que l'entrada era gratuïta, el Parc es finançava amb la venda de cries d'ocells, ous i ànecs, però també plomes, pells i fins i tot la femta dels animals. També feien subhastes periòdiques dels animals els quals tenien excedent.
Amb els anys es va plantejar el canvi d'emplaçament del zoo dins la ciutat. Es van estudiar emplaçaments com Montjuïc, el Tibidabo, les Planes, el Pantà de Vallvidrera, el Turó de la Peira o fins i tot el Park Güell, on Nicolau Maria Rubió i Tudurí va elaborar un avantprojecte arquitectònic. Però finalment totes es van descartar per raons pressupostàries.
Amb motiu de l'Exposició Universal de 1929 el Parc de la Ciutadella va patir diversos canvis, com la creació del Saturno Park, un parc d'atraccions.
El Parc va ser utilitzat per la propaganda Franquista en conquerir la ciutat de Barcelona, dient que els rojos s'havien menjat a part dels animals del zoo durant la Guerra Civil. La Vanguardia del 13 d'agost de 1939 deia "Mientras Madrid se moría de hambre, los concejales rojos se atracaban, sacrificando los animales del Parque Zoológico. Després de la guerra, Antoni Riera i Adroher, antic treballador del centre, va esdevenir director interí del zoo entre 1934 i 1953. El 1944 van adquirir un nou elefant, anomenat Perla, que provenia d'Hamburg i que moriria el 1953 a causa d'una úlcera d'estòmac. El 1951 es va crear la Societat d'Amics del Parc Zoològic, que es van començar a reunir a la clínica de l'oftalmòleg Ignasi Barraquer i posteriorment als Salons del Círculo Equestre. Entre els seus membres hi havia el mateix Barraquer, Benet Perpiñà i Francesc Vilardell, l'industrial Nicolau Riera, Joaquim Dalmau, Salvador de Samà, entre d'altres. Antoni Jonch i Cuspinera seria el director del Parc Zoològic entre 1955 i 1985. Va ser el responsable de la recuperació de la institució.
A mitjans anys 50 es va plantejar la possibilitat de traslladar el Parc a Montjuïc o d'ampliar la seva superfície al Parc de la Ciutadella, passant de 2 a 12 hectàrees, dins d'un pla anomenat "Obres d'Extensió i Modernització", en què es van invertir més de 40 milions de les antigues pesetes. El 1959 es va crear el Servei Municipal del Parc Zoològic, presidit per l'Alcalde, amb Antoni Jonch com a gerent. Amb l'arribada de Josep Maria de Porcioles a l'Alcaldia de Barcelona, va mostrar un interès especial pel zoo, presidint fins i tot les reunions del Consell d'Administració i aportant un volum de recursos important, aconseguint impulsar infraestructures com l'Aquarama, l'Aviari i el Terrari, i obtenint el seu reconeixement internacional. Durant el seu mandat la superfície del zoo va passar de 2,7 hectàrees a 12, incorporant molts exemplars provinents d'un centre d'Ikunde, a l'actual Guinea Equatorial.
Els anys 60 es van promoure diverses campanyes per a promoure el zoo entre la ciutadania, com un concurs de cartells propagandístics (guanyat el 1960 per l'artista Miquel Jiménez Arnalot) o la campanya "Un dia en el zoo". Es van aconseguir uns tres milions de visitants (un milió pagant-ne entrada). Fins i tot el general Francisco Franco va visitar les instal·lacions el 18 de maig de 1960.
Fou també el Centre d'Ikunde qui va trobar el primer goril·la albí conegut, batejat amb el nom de Floquet de neu i que esdevindria el símbol del Parc durant dècades. El Centre fou actiu fins a finals dels 60, quan s'inicià el procés d'independència de la llavors anomenada Guinea Espanyola.

### Actualitat: Nou model del Zoo
Durant l'any 2016 l'Ajuntament de Barcelona va encarregar a un grup de treball format per diferents representants de la ciutadania que debatessin sobre el tipus de zoo amb el qual se sentirien més identificats. A partir de les conclusions a les què van arribar, el Zoo de Barcelona ha estat treballant en un Nou Model de Zoo, aprovat per unanimitat al plenari municipal l'any 2019, que marca el full de ruta amb el benestar animal com a element imprescindible a totes les actuacions. En l'actualitat, en un context de degradació creixent dels hàbitats, evitar una disminució dramàtica de la biodiversitat és encara possible si s’incrementen els esforços reals de conservació. Per això, el Zoo del segle XXI centra la seva activitat en la conservació, a través de la participació en programes diversos de protecció d'espècies i hàbitats amenaçats, la investigació, mitjançant el desenvolupament de nombrosos projectes, i l'educació, fomentant el respecte per la natura i el medi ambient. Tot això prioritzant el benestar dels seus animals, una gestió respectuosa amb l'entorn, i el treball conjunt amb altres zoos i entitats dedicades a la protecció i estudi de la biodiversitat i al desenvolupament sostenible.
L'esforç de la institució en el camp de la conservació es concreta en les següents dades:
- Participació en gairebé un centenar de Programes europeus de gestió exsitu (fora de l'hàbitat) d'espècies amenaçades.
- Més del 85% de les espècies presents al Zoo incloses a la Llista vermella de la UICN - Unió Internacional per a la Conservació de la Naturalesa.
- Prop d'un 30% dels animals nascuts al Zoo en els últims anys alliberats al seu hàbitat natural
- Una inversió directa en investigació de més d'1,5 milions d'euros en l'última dècada a través de les beques de la Fundació Barcelona Zoo i del seu Programa de Recerca i Conservació (PRIC), un 50% de les quals assignades a projectes dedicats a fauna autòctona.
El treball del Zoo segueix les directrius i estratègies establertes per l'Associació Mundial de Zoos i Aquaris (WAZA) i de l'Associació Europea de Zoos i Aquaris (EAZA), sota el paraigua de les principals organitzacions internacionals dedicades a la preservació del patrimoni natural (UICN i Fons Mundial per la Natura - WWF).

## Espècies
El zoo de Barcelona actualment conté uns 2.000 animals de 300 espècies, entre elles:

### Mamífers

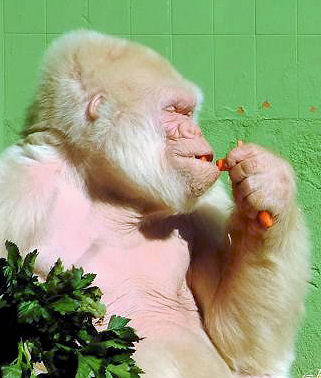
Floquet de Neu (1964-2003)

Girafa de Rothschild, lleó, gasela dorcas sahariana, gasela dama mohor, tigre de Sumatra, lleopard de Sri Lanka, jaguar, zebra de Chapman, hiena tacada, hipopòtam comú i hipopòtam nan, udolador negre, orangutan de Borneo, Ximpanzé, guanac, goril·la de plana occidental, mangabei, formiguer gegant, elefant africà de sabana, panda vermell, lleó marí, ós bru, llop ibèric, bisó europeu, suricata, tapir amazònic, rinoceront blanc, cangur vermell, nyu blau, facoquer, llúdria capibara, bongo oriental, camell bactrià, cérvols i òrix blanc.

### Aus
Jabirú, pingüí de Humboldt, pelicà cresp, flamencs, guacamais, voltor negre, cigonya blanca, ànec blau, papagai de front blau i espatlles grogues, gaig inca, paó reial i martinets.

### Amfibis
Ferreret i Tritó del Montseny.

### Rèptils
Dragó de Komodo, Anaconda, pitó de l'Índia, Boa terrestre, cocodril marí, serp bastarda, tortuga de peus vermells, iguana comuna, iguana rinoceront i cobra d'Egipte.

### Vegetació
Al recinte del zoo hi ha més de 300 espècies vegetals entre arbres, palmeres i arbustos. S'han comptabilitzat 1.191 arbres de 96 espècies diferents, algunes amb més de cent anys d'antiguitat. Abunden els plàtans, les tipuanes, les falses acàcies, els pollancres, el còcul, l'araucària, el ginkgo o l'eritrina, d'aquesta última només n'hi ha dos exemplars a Barcelona. La massa arbustiva és encara més nombrosa, amb 228 espècies i 35 espècies de bolets, algunes de les quals han arribat per les espores i llavors transportades pels ocells o són a les terres que es fan servir als terraris i d'altres indrets.
Una de les directrius principals que articulen el nou model del zoo és reduir el nombre d'espècies i d'animals. D’acord amb els valors que vertebren aquest nou model, els tres criteris principals per a la confecció del llistat d'animals que viuran al Zoo són:
- Prioritzar les espècies de fauna autòctona
- Prioritzar espècies amb un alt nivell d'amenaça a la natura
- Prioritzar espècies per les quals existeixen plans de conservació

## Espècies en llibertat
El zoo de Barcelona també és refugi per a alguns animals urbans perquè és un lloc on hi troben un espai verd, aigua dolça, aigua salada i també menjar. Hi ha molts animals que viuen al zoo, alguns dels quals són poc comuns a Catalunya o que es troben propers a la seva extinció. N'hi ha que són vinguts de fora accidentalment dins l'herba que es dona per menjar als herbívors.
D'espècies de vertebrats n'hi ha de tota mena, 5 d'amfibis, 6 de rèptils (com ara el dragó comú o Tarentola mauritanica, i el dragó rosat o Hemidactylus turcicus), 12 de mamífers amb 7 espècies de ratpenats i una gran població d'eriçons.

### Ocells en llibertat
Els més nombrosos dels animals que viuen al zoo en llibertat, però, són els ocells. Per exemple, el bernat pescaire hi ha format una colònia de cria estable que és la més gran de Catalunya.
Altres espècies d'ocell que es poden observar al zoo, ja sigui perquè hi viuen de forma més o menys estable, o perquè s'hi estableixen en èpoques d'hibernació o de cria, són els següents:

## Programes

### Programa de Recerca i Conservació
El Zoo de Barcelona té com a principal missió intervenir activament en la conservació, la recerca científica i la divulgació envers la fauna salvatge i els seus hàbitats naturals. És una tasca associada a la majoria de zoos moderns, segons la normativa legal vigent. Es tracta d'un treball en xarxa que es realitza conjuntament amb altres zoos, institucions científiques i altres centres universitaris.
- Conservació exsituː El Zoo de Barcelona participa en 97 programes de l'Associació Europea de Zoos i Aquaris, EAZA, de gestió ex-situ d'espècies amenaçades, que es realitza fora de l'hàbitat natural de les espècies objectiu (European Endangered Species Programmes, EEP, i European StudBooks, ESB), i el 35% de les espècies que allotja estan catalogades com a vulnerables, en perill, en perill crític o extintes en estat salvatge. Entre 2014 i 2016, més del 28% dels animals que han sortit del Zoo de Barcelona ho han fet per a ser alliberats al seu medi natural.[14]
- Conservació in-situː El Zoo de Barcelona, a través del seu Programa de Recerca i Conservació (PRIC) i de la Fundació Barcelona Zoo, ha desenvolupat des de l'any 2009, 108 programes marc de col·laboració institucional, 110 programes específics de recerca i/o conservació, ha atorgat 75 beques PRIC, 9 beques Floquet de Neu i 4 beques Antoni Jonch, destinant més de 1.5 milions d'euros a aquesta tasca. Més del 50% dels projectes de recerca i conservació desenvolupats per les beques del Zoo de Barcelona en el període 2009-2015 han estat focalitzades en espècies de fauna autòctona.[14]

## Crítiques
El Zoo de Barcelona ha estat objecte de diverses crítiques. El líder municipal d'ERC i antic responsable del zoo, Jordi Portabella va afirmar l'any 2008 que "El zoo de Barcelona tenia prestigi com a institució dedicada a la conservació i la investigació. Ara crec que s'està perdent".
També ha estat criticat l'acomiadament de la directora, Carme Maté, especialista en primats partidària de la investigació com a objectiu en el zoològic, i la seva substitució per una gestora de l'empresa municipal BSM (Barcelona de Serveis Municipals) sense experiència en animals, per presumptes conflictes amb els interessos de l'Ajuntament. El director general de BSM va afirmar que l'acomiadament es va deure únicament a raons de gestió.
La mort, el 2008, d'un dels dos elefants amb què comptaven també en va desencadenar algunes queixes. La declaració de l'Ajuntament de buscar un nou exemplar perquè acompanyi a l'altre, va venir acompanyada de crítiques de veterinaris i empleats del zoo que van assegurar que "no és possible mantenir dos elefants en un espai que ronda els mil metres quadrats" —l'Associació Mundial de Zoos i Aquaris, WAZA, recomana com a mínim el doble. L'organització pels drets dels animals Libera! va iniciar una campanya sol·licitant el trasllat de l'altre exemplar, una elefanta nascuda lliure anomenada Susi, després de denunciar que aquesta es trobava en mal estat psicològic. La campanya va rebre el suport de la Born Free Foundation així com de personalitats com l'escriptor José Saramago.
La política i periodista Pilar Rahola va criticar durament la negativa del Zoo a permetre que l'elefanta fos traslladada, afirmant:
"Susi ha de ser traslladada a un lloc millor, en companyia d'altres elefants i amb un espai més decent. Aquest lloc existeix. Però el zoo sembla que no vol perdre al seu únic elefant, potser amb la juràssica idea del qual un zoo sense elefants és menys zoo. Tem pèrdues econòmiques? És possible, encara que peregrí, però en canvi no tem perdre la dignitat dels éssers vius que mostra. Molt il·lustratiu de la seva pròpia dignitat."
El 27 de febrer, Raül Romeva, analista i polític, aleshores diputat en el Parlament Europeu, va presentar el tema a la Comissió del Parlament Europeu a manera d'una pregunta escrita i va declarar "No crec que aquestes siguin les condicions adequades per a un elefant que, en la naturalesa, viatja grans distàncies i viu en grups familiars de fins a cent animals". També va fer extensiva la denúncia a la situació de la resta d'elefants en captivitat en zoos europeus.